# Liste der Gouverneure der Russischen Föderation
Diese Liste verzeichnet alle amtierenden Oberhäupter der Verwaltungssubjekte der Russischen Föderation. Kursiv gesetzte sind nur vorübergehend (kommissarisch) im Amt oder sind bisher nur vom Präsidenten ernannt und müssen noch vom entsprechenden Legislativorgan bestätigt werden.

## Bevollmächtigte Vertreter des Präsidenten in den Föderationskreisen
| Föderationskreis | Name               | seit    |
| ---------------- | ------------------ | ------- |
| Ferner Osten     | Juri Trutnew       | 08.2013 |
| Nordkaukasus     | Juri Tschaika      | 01.2020 |
| Nordwestrussland | Alexander Gutsan   | 11.2018 |
| Sibirien         | Anatoli Seryschew  | 07.2016 |
| Südrussland      | Wladimir Ustinow   | 05.2008 |
| Ural             | Wladimir Jakuschew | 11.2020 |
| Wolga            | Igor Komarow       | 09.2018 |
| Zentralrussland  | Igor Schtschogolew | 06.2018 |

## Politische Oberhäupter der Föderationssubjekte

### Republiken
| Republik                 | Titel                      | Name                  | Partei             | aktuelle Amtszeit |
| ------------------------ | -------------------------- | --------------------- | ------------------ | ----------------- |
| Adygeja                  | Oberhaupt                  | Murat Kumpilow        | Einiges Russland   | 09.2017 –         |
| Altai                    | Vorsitzender der Regierung | Oleg Horokhordin      | (parteilos)        | 10.2019 –         |
| Baschkortostan           | Oberhaupt                  | Radij Chabirow        | Einiges Russland   | 09.2019 –         |
| Burjatien                | Oberhaupt                  | Alexei Zydenow        | Einiges Russland   | 09.2017 –         |
| Chakassien               | Vorsitzender der Regierung | Valentin Konovalov    | KPRF               | 11.2018 –         |
| Dagestan                 | Oberhaupt                  | Sergei Melikow        | Einiges Russland   | 10.2021 –         |
| Inguschetien             | Oberhaupt                  | Machmud-Ali Kalimatow | Einiges Russland   | 06.2019 –         |
| Kabardino-Balkarien      | Oberhaupt                  | Kazbek Kokow          | Einiges Russland   | 10.2019 –         |
| Kalmückien               | Oberhaupt                  | Batu Khasikow         | Einiges Russland   | 03.2019 –         |
| Karatschai-Tscherkessien | Oberhaupt                  | Raschid Temresow      | Einiges Russland   | 02.2011 –         |
| Karelien                 | Oberhaupt                  | Artur Parfentschikow  | Einiges Russland   | 09.2017 –         |
| Komi                     | Oberhaupt                  | Wladimir Ujba         | (parteilos)        | 09.2020 –         |
| Krim                     | Oberhaupt                  | Sergei Aksjonow       | (parteilos)        | 10.2014 –         |
| Mari El                  | Oberhaupt                  | Juri Sajzew           | (parteilos)        | 05.2022 –         |
| Mordwinien               | Oberhaupt                  | Artjom Sdunow         | Einiges Russland   | 09.2021 –         |
| Nordossetien-Alanien     | Oberhaupt                  | Sergei Menjailo       | Einiges Russland   | 09.2021 –         |
| Sacha (Jakutien)         | Oberhaupt                  | Aissen Nikolajew      | Einiges Russland   | 09.2018 –         |
| Tatarstan                | Rais                       | Rustam Minnichanow    | Einiges Russland   | 03.2010 –         |
| Tschetschenien           | Oberhaupt                  | Ramsan Kadyrow        | Einiges Russland   | 02.2007 –         |
| Tschuwaschien            | Oberhaupt                  | Oleg Nikolajew        | Gerechtes Russland | 01.2020 –         |
| Tuwa                     | Vorsitzender der Regierung | Wladislaw Khowalyg    | Einiges Russland   | 09.2021 –         |
| Udmurtien                | Oberhaupt                  | Alexander Bretschalow | Einiges Russland   | 09.2017 –         |

### Regionen (Krai)
| Region         | Titel      | Name                | Partei           | aktuelle Amtszeit |
| -------------- | ---------- | ------------------- | ---------------- | ----------------- |
| Altai          | Gouverneur | Wiktor Tomenko      | Einiges Russland | 09.2018 –         |
| Chabarowsk     | Gouverneur | Michail Degtjarjow  | LDPR             | 09.2021 –         |
| Kamtschatka    | Gouverneur | Wladimir Solodow    | Einiges Russland | 04.2020 –         |
| Krasnodar      | Gouverneur | Weniamin Kondratjew | (parteilos)      | 09.2015 –         |
| Krasnojarsk    | Gouverneur | Alexander Uss       | Einiges Russland | 09.2018 –         |
| Perm           | Gouverneur | Dimitri Makhonin    | (parteilos)      | 10.2020 –         |
| Primorje       | Gouverneur | Andrei Tarasenko    | (parteilos)      | 10.2017 –         |
| Stawropol      | Gouverneur | Wladimir Wladimirow | Einiges Russland | 09.2014 –         |
| Transbaikalien | Gouverneur | Aleksander Osipow   | (parteilos)      | 10.2018 –         |

### Gebiete (Oblast)
| Gebiet           | Titel                | Name                    | Partei             | aktuelle Amtszeit |
| ---------------- | -------------------- | ----------------------- | ------------------ | ----------------- |
| Amur             | Gouverneur           | vakant                  |                    | 05.2018 –         |
| Archangelsk      | Gouverneur           | Igor Orlow              | Einiges Russland   | 09.2015 – 09.2020 |
| Astrachan        | Gouverneur           | Alexander Schilkin      | Einiges Russland   | 09.2014 – 09.2019 |
| Belgorod         | Gouverneur           | Wjatscheslaw Gladkow    | Einiges Russland   | 09.2021 –         |
| Brjansk          | Gouverneur           | Alexander Bogomas       | Einiges Russland   | 09.2015 – 09.2020 |
| Irkutsk          | Gouverneur           | Sergei Lewtschenko      | KPRF               | 10.2015 – 10.2020 |
| Iwanowo          | Gouverneur           | Stanislaw Woskressenski | (parteilos)        | 10.2017 –         |
| Jaroslawl        | Gouverneur           | Dmitri Mironow          | (parteilos)        | 09.2017 – 09.2022 |
| Kaliningrad      | Gouverneur           | Anton Alichanow         | (parteilos)        | 09.2017 – 09.2022 |
| Kaluga           | Gouverneur           | Anatoli Artamonow       | Einiges Russland   | 09.2015 – 09.2020 |
| Kemerowo         | Gouverneur           | Sergei Ziwiljow         | Einiges Russland   | 04.2018 –         |
| Kirow            | Gouverneur           | Igor Wassiljew          | Einiges Russland   | 09.2017 – 09.2022 |
| Kostroma         | Gouverneur           | Sergei Sitnikow         | (parteilos)        | 10.2015 – 10.2020 |
| Kurgan           | Gouverneur           | Alexei Kokorin          | Einiges Russland   | 09.2014 – 09.2019 |
| Kursk            | Gouverneur           | Alexander Michailow     | Einiges Russland   | 09.2014 – 09.2019 |
| Leningrad        | Gouverneur           | Alexander Drosdenko     | Einiges Russland   | 09.2015 – 09.2020 |
| Lipezk           | Gouverneur           | Oleg Koroljow           | Einiges Russland   | 09.2014 – 09.2019 |
| Magadan          | Gouverneur           | Wladimir Petschjony     | Einiges Russland   | 09.2013 – 09.2018 |
| Moskau           | Gouverneur           | Andrei Worobjow         | Einiges Russland   | 09.2013 – 09.2018 |
| Murmansk         | Gouverneurin         | Marina Kowtun           | Einiges Russland   | 10.2014 – 10.2019 |
| Nischni Nowgorod | Gouverneur           | Gleb Nikitin            | (parteilos)        | 09.2017 –         |
| Nowgorod         | Gouverneur           | Andrei Nikitin          | (parteilos)        | 10.2017 – 10.2022 |
| Nowosibirsk      | Gouverneur           | Andrei Trawnikow        | (parteilos)        | 10.2017 –         |
| Omsk             | Gouverneur           | Alexander Burkow        | Gerechtes Russland | 10.2017 –         |
| Orenburg         | Gouverneur           | Juri Berg               | Einiges Russland   | 09.2014 – 09.2019 |
| Orjol            | Gouverneur           | Andrei Klytschkow       | KPRF               | 10.2017 –         |
| Pensa            | Gouverneur           | Iwan Beloserzew         | Einiges Russland   | 09.2015 – 09.2020 |
| Pskow            | Gouverneur           | Michail Wedernikow      | Einiges Russland   | 10.2017 –         |
| Rjasan           | Gouverneur           | Nikolai Ljubimow        | Einiges Russland   | 09.2017 – 09.2022 |
| Rostow           | Gouverneur           | Wassili Golubew         | Einiges Russland   | 09.2015 – 09.2020 |
| Sachalin         | Gouverneur           | Oleg Koschemjako        | Einiges Russland   | 09.2015 – 09.2020 |
| Samara           | Gouverneur           | Dmitri Asarow           | Einiges Russland   | 09.2017 –         |
| Saratow          | Gouverneur           | Waleri Radajew          | Einiges Russland   | 09.2017 – 09.2022 |
| Smolensk         | Gouverneur           | Alexei Ostrowski        | LDPR               | 09.2015 – 09.2020 |
| Swerdlowsk       | Gouverneur           | Jewgeni Kuiwaschew      | Einiges Russland   | 09.2017 – 09.2022 |
| Tambow           | Verwaltungsoberhaupt | Alexander Nikitin       | Einiges Russland   | 09.2015 – 09.2020 |
| Tjumen           | Gouverneur           | vakant                  | Einiges Russland   | 05.2018 –         |
| Tomsk            | Gouverneur           | Sergei Schwatschkin     | Einiges Russland   | 09.2017 – 09.2022 |
| Tscheljabinsk    | Gouverneur           | Boris Dubrowski         | Einiges Russland   | 09.2014 – 09.2019 |
| Tula             | Gouverneur           | Alexei Djumin           | (parteilos)        | 09.2016 – 09.2021 |
| Twer             | Gouverneur           | Igor Rudenja            | (parteilos)        | 09.2016 – 09.2021 |
| Uljanowsk        | Gouverneur           | Sergei Morosow          | Einiges Russland   | 10.2016 – 10.2021 |
| Wladimir         | Gouverneurin         | Swetlana Orlowa         | Einiges Russland   | 09.2013 – 09.2018 |
| Wolgograd        | Gouverneur           | Andrei Botscharow       | (parteilos)        | 09.2014 – 09.2019 |
| Wologda          | Gouverneur           | Oleg Kuwschinnikow      | Einiges Russland   | 09.2014 – 09.2019 |
| Woronesch        | Gouverneur           | Alexander Gussew        | Einiges Russland   | 12.2017 –         |

### Städte mit Subjektstatus
| Stadt            | Titel         | Name               | Partei           | aktuelle Amtszeit |
| ---------------- | ------------- | ------------------ | ---------------- | ----------------- |
| Moskau           | Bürgermeister | Sergei Sobjanin    | Einiges Russland | 09.2013 –         |
| Sankt Petersburg | Gouverneur    | Alexander Beglow   | Einiges Russland | 09.2019 –         |
| Sewastopol       | Gouverneur    | Mikhail Razvozhaev | Einiges Russland | 10.2020 –         |

### Autonome Gebiete
| Autonomes Gebiet         | Titel      | Name                | Partei           | aktuelle Amtszeit |
| ------------------------ | ---------- | ------------------- | ---------------- | ----------------- |
| Jüdische Autonome Oblast | Gouverneur | Rostislav Goldstein | Einiges Russland | 12.2019 –         |

### Autonome Kreise
| Autonomer Kreis                   | Titel                | Name               | Partei           | aktuelle Amtszeit |
| --------------------------------- | -------------------- | ------------------ | ---------------- | ----------------- |
| AK der Chanten und Mansen – Jugra | Gouverneurin         | Natalja Komarowa   | Einiges Russland | 03.2010 –         |
| AK der Jamal-Nenzen               | Gouverneur           | Dmitry Artyukhov   | Einiges Russland | 05.2020 –         |
| AK der Nenzen                     | Verwaltungsoberhaupt | Alexander Zybulski | (parteilos)      | 10.2017 –         |
| AK der Tschuktschen               | Gouverneur           | Roman Kopin        | Einiges Russland | 07.2008 –         |